# José Antonio Martín Pallín
José Antonio Martín Pallín (La Coruña, 13 de junio de 1936) es un jurista español, magistrado emérito del Tribunal Supremo. También fue fiscal del mismo.
En 2023 presidió la Comisión Ciudadana por la Verdad en las Residencias de Madrid, un Comité Ético que juzgó la gestión de las residencias de mayores durante la primera ola de la pandemia de COVID-19 y que presentó en marzo de 2024 un informe con sus conclusiones.

## Biografía
Nacido en La Coruña en 1936, se doctoró por las universidades de Valladolid y de Deusto; fiscal de carrera, en 1989 ingresó como magistrado de la Sala Segunda del Tribunal Supremo.
Ha sido miembro del Comité de Bioética de España, miembro numerario del Instituto de Estudios Canarios, miembro del Secretariado Internacional de Juristas por la Amnistía y la Democracia en el Paraguay, de la Asociación Hispano-Alemana de Juristas y de varias misiones especiales sobre derechos humanos organizadas por Amnistía Internacional. Fue Premio Jurista 1996 de la Universidad Complutense de Madrid, presidente de la Asociación pro Derechos Humanos de España, presidente de la Unión Progresista de Fiscales, portavoz de Jueces para la Democracia y vicepresidente del Foro Milicia y Democracia.[cita requerida]
Se jubiló en 2006, y es común colaborador habitual y columnista de opinión en prensa escrita como La Vanguardia, El Punt, Diario de Barcelona, Revista de Girona, El País, Jano, El 9, Avui, El Periòdic d'Andorra, Serra d'Or, en la radio (Catalunya Ràdio y COM Ràdio), y en la televisión (BTV, TV3), y en Canal Red.
Junto a Javier Pérez Royo recibió el premio  Alfonso Comín 2019 en Cataluña.
Ha manifestado su opinión jurídica de que en Cataluña no se cometió delito de sedición.